# Летающий автомобиль

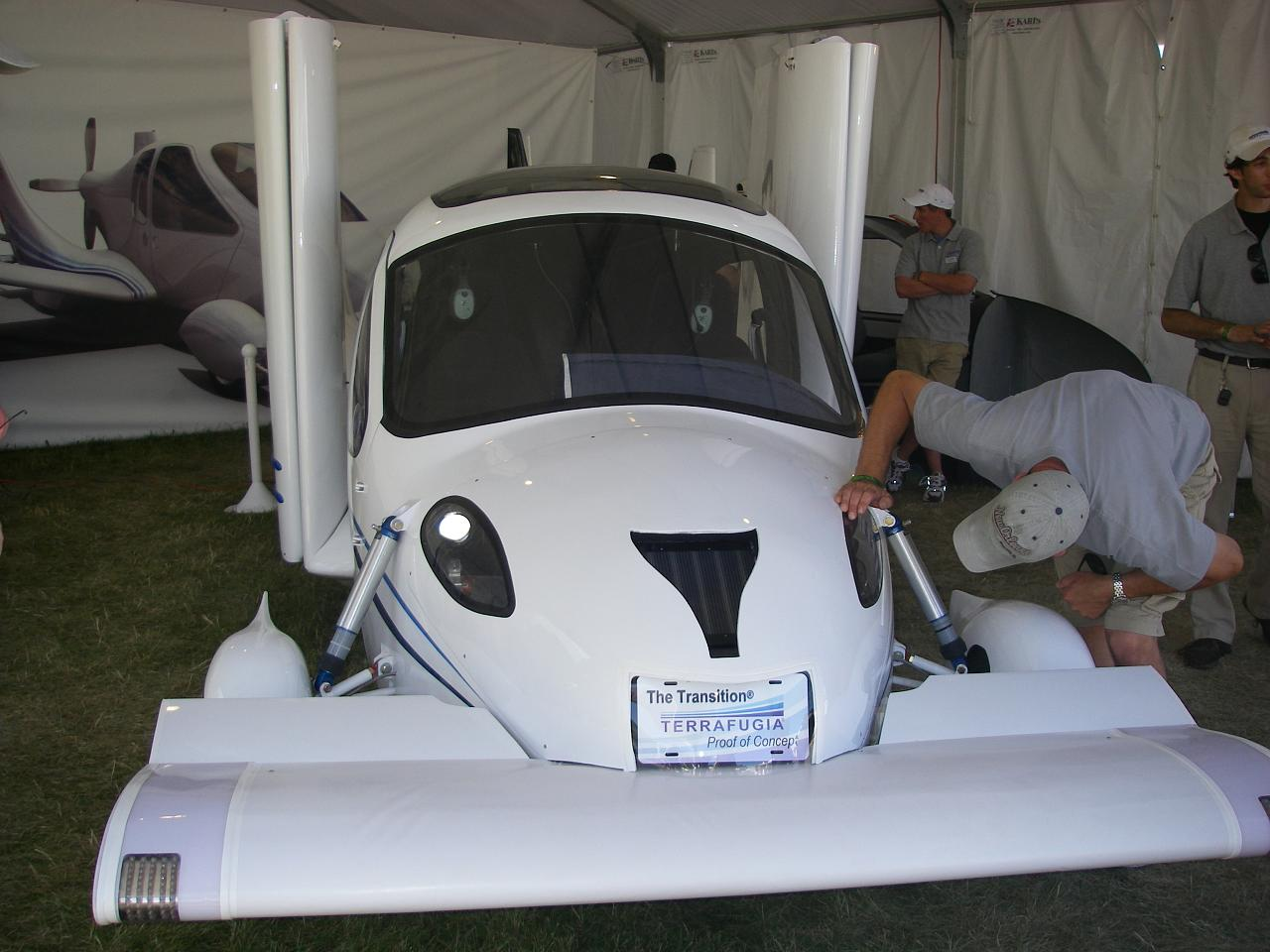
Terrafugia Transition — летающий автомобиль из США, освоен в производстве. Для взлёта необходим аэродром.

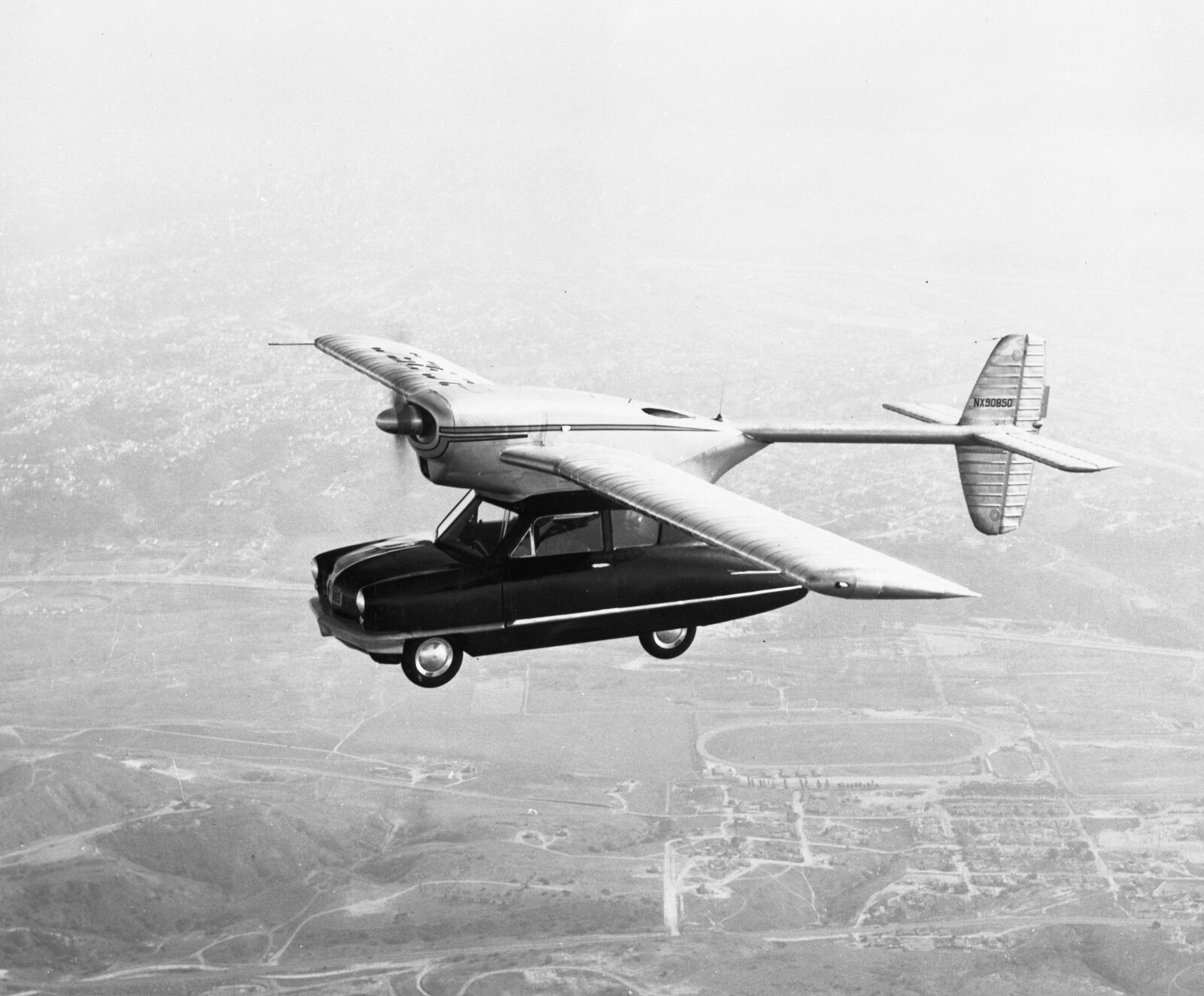
Convair Model 118, прототип летающего автомобиля 1947 года в полёте

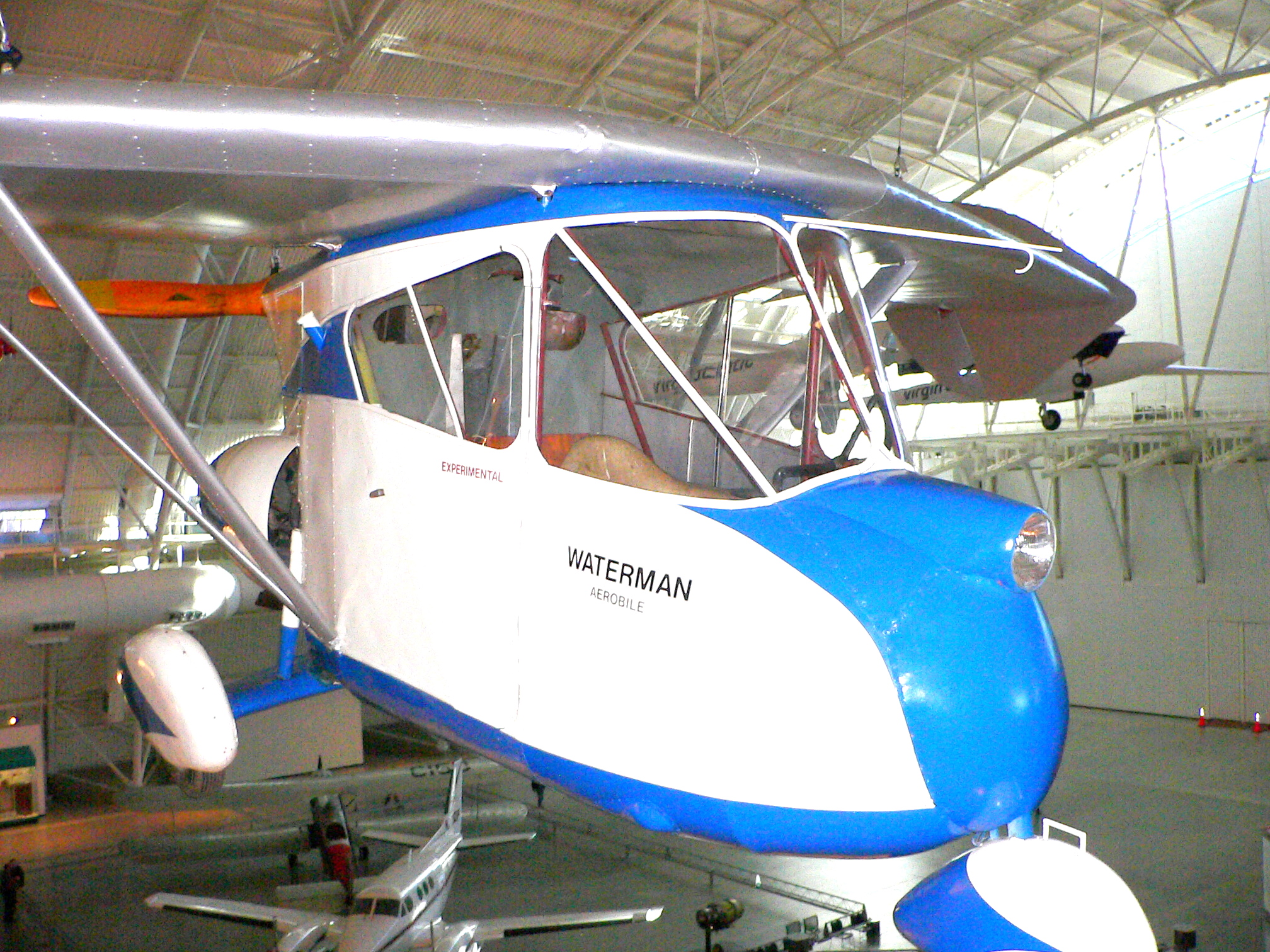
Арроубиль Уотермана в Смитсоновском институте

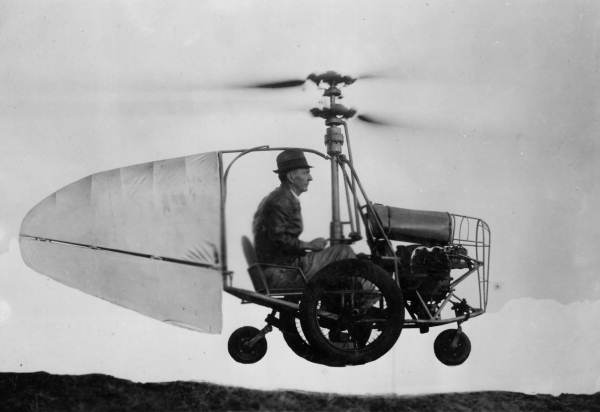
Летающий автомобиль Джесс Диксон, 1940 год

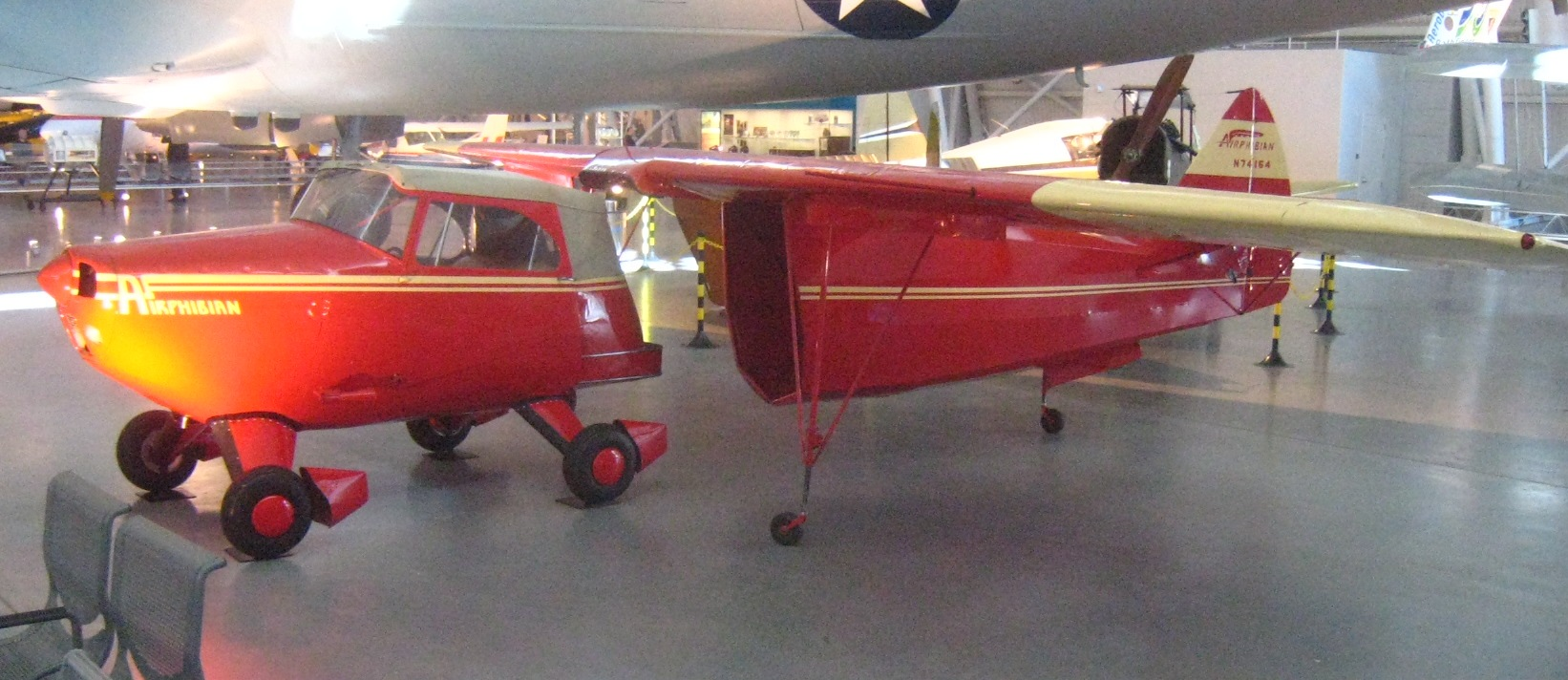
Фултон Аэрофибия FA-3-101

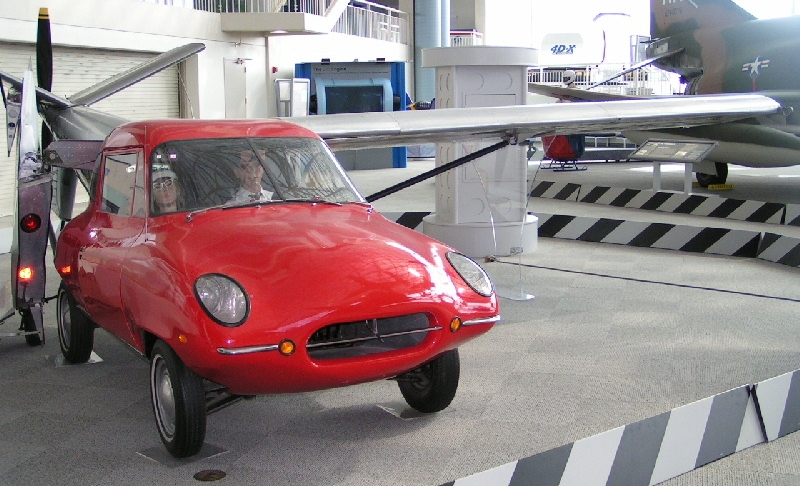
Тейлор, Моултон Аэрокар

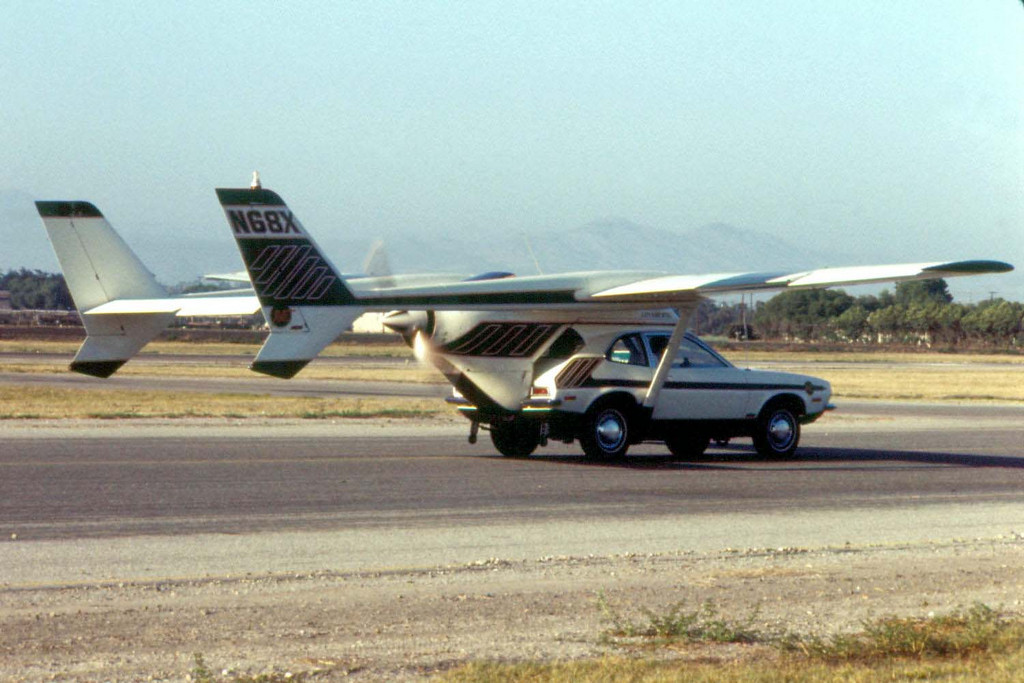
Mizar от Advanced Vehicle Engineers, август 1973 года

Летающий автомобиль — транспортное средство, сочетающее в себе свойства автомобиля и летательного аппарата. Соотношение этих особенностей у различных моделей может быть любым. Для одних разработок может быть в большей степени справедлива формула: «автомобиль, но летающий», а для других же разработок более верна формула: «летательный аппарат, но ездящий». 
Для летающего автомобиля очень важны и такие качества, как компактность и независимость от аэродромов. Именно сочетание этих качеств позволяет сохранить в аппарате столь важные «автомобильные» свойства. По состоянию на 2024 год в Интернете можно найти множество запатентованных разработок такого типа. 

## История
Идеи объединить самолёт и автомобиль появлялись ещё до Второй мировой войны. Причём встречались как идеи приспособить самолёт под автомобиль, так и наоборот — автомобиль под самолёт, что например было предложено в патенте США US2364676, поданном в 1940 году.
В 1946 году дальний родственник изобретателя паровой машины Роберт Фултон, известный своим кругосветным мотопробегом и разбогатевший во время второй мировой войны на производстве стрелкового тренажёра для зенитчиков, берётся за создание «Летающей амфибии» (Airphibian). Он твёрдо решил, что вместо адаптации автомобиля к небу нужно приспособить к дороге самолёт.
Крылья и секция хвоста этого самолёта снимались, а пропеллер прикладывался к фюзеляжу. Имелся шестицилиндровый двигатель мощностью 150 лошадиных сил, «Амфибия» могла лететь со скоростью 120 миль в час (200 км/ч) и ехать на 50 милях в час (80 км/ч). О преобразовании самолёта в авто и наоборот Фултон говорил, что «домохозяйка может сделать это одна за пять минут».
Airphibian стала первым в мире летающим автомобилем, получившим сертификат Управления гражданской авиации США (Civil Aeronautics Administration) — предшественника FAA (Federal Aviation Administration). Однако, несмотря на очевидный успех летающей машины, Фултон не сумел довести её до массового производства.
В июне 2017 года французский пилот Бруно Веццоли пересёк пролив Ла-Манш на летающем автомобиле под названием «Пегас», который был создан предпринимателем Жеромом Дофи.
В августе 2020 года ВВС США продемонстрировали электрический летающий автомобиль с системой вертикальных взлёта-посадки с 18 винтами под названием Hexa (англ.) от техасского стартапа LIFT Aircraft (англ.). При этом аналогичный аппарат был продемонстрирован компанией ещё в 2018 году с планами начать продажи в 2019 году.

## Модели
Некоторые разработки летающих автомобилей:
- «Автолёт» (Airvan; 7 мест; Пётр Антипов, Россия),
- Aerocar (Мултон Тейлор, США),
- Aeromobil (Словакия)
- Airgeep (VZ-8P и VZ-8P (B); Piasecki, США),
- AMV-211 (AMV Aircraft, США),
- Audi Pop.Up Next, совместная разработка Audi, Italdesign и Airbus[5],
- БСК-10 (10 пассажирских мест; ОКБ НАК РФ, Россия),
- Eagle (Д. Метревели, Израиль),
- «Ларк-4» (персональный, 4 места; ОКБ НАК РФ, Россия),
- CityHawk (Израиль),
- Skyblazer (Р. Хайнес, США),
- Skycar М200 и М400 (1 и 2 места; Пол Моллер, США),
- SkyRider X2R (США),
- PAL-V (Дж. Беккер, Голландия),
- The Transition (Terrafugia, США),
- VZ-6 (Chrysler, США),
- VZ-7 (Curtiss-Wright, США),
- «Эволюция» (кабинный паралёт, 1—2 места; Александр Бегак, Россия).
- Lilium Jet — электрокар с вертикальным взлётом и посадкой, с 36 электромоторами в крыльях. По расчётам специалистов, способен на одном заряде аккумуляторов пролететь 300 км с максимально возможной скоростью 300 км/ч[6],[7],[8]

## Летающие автомобили в массовой культуре
Машины, способные летать, — одно из «общих мест» фантастических романов и кинофильмов.
- В советском фантастическом романе «Изгнание владыки» (1946) упомянут «аэромобиль».
- В финале кинофильма «Фантомас разбушевался» (Франция) главный герой спасается от погони на автомобиле Citroën DS с выдвижными крыльями.
- В кинотрилогии «Назад в будущее» представлен летающий автомобиль De Lorean DMC-12, по совместительству являющийся машиной времени, но после удара молнии теряет эту способность. Также во второй части фильма показан трафик из летающих автомобилей.
- В фильме «Бегущий по лезвию» присутствует летающая полицейская машина.[10][11][12]
- В фильме «Пятый элемент», действие которого происходит в XXIII веке, весь городской транспорт состоит из летающих машин.
- Как в романе, так и в фильме «Гарри Поттер и Тайная комната» Гарри Поттер и Рон Уизли добираются до школы Хогвартс на волшебной летающей машине марки Ford Anglia.
- В российском фильме «Чёрная молния» главному герою достаётся летающая ГАЗ-21 «Волга», работающая на нанотопливе, которое получается при проходе обычного бензина через нанокатализатор.
- В фильме «Такси 2» гоночный автомобиль главного героя Даниэля, способный развивать скорость более 300 км/ч, оснащён выдвижными крыльями, но он может только планировать, набрав достаточную скорость.
- В мультфильме «Облачно, возможны осадки в виде фрикаделек» (2009), главный герой, Флинт Локвуд — непризнанный юный учёный-гений, летит к взбесившейся «пищевой машине» на «Ездолёте-2», который представляет собой автомобиль на реактивной тяге, который, по его словам, «теперь с крыльями».
- В мультфильме «Самолёты» Walt Disney Pictures персонаж Франц/Флигенгаузен — летающий автомобиль из Германии светло-зелёного цвета. Стал первым болельщиком Дасти. Страдает раздвоением личности: Франц — наземный автомобиль, Флигенгаузен — самолёт.
- В боевике с участием Линды Гамильтон и Томми Ли Джонса «Восход чёрной луны» футуристическая сверхскоростная машина с дополнительными реактивными двигателями совершила в конце фильма кратковременный и крайне рискованный «перелёт» между двумя небоскрёбами-близнецами, вылетев из недостроенного этажа одного небоскрёба и точно попав в окно противоположного.
- В начале 13-й серии мультсериала «Ну, погоди!» Волк взлетел над аэродромом на тележке для перевозки багажа.